# バーナード・ルドフスキー
バーナード・ルドフスキー（Bernard Rudofsky、1905年4月13日 - 1988年）は、アメリカ合衆国の建築家、エッセイスト。ウィーン出身。世界各地での見聞をもとに建築、人体、衣服、都市生活などをテーマに著作を発表した。

## 活動

### 建築
ブリュッセル万国博覧会 (1958年)でアメリカ館を設計。

### キュレート
ニューヨーク近代美術館で『建築家なしの建築』などの展覧会を手がけた。

### 著作
『建築家なしの建築』は、1964年に開催された同名の展覧会をもとにしており、世界各地の風土的な建築を紹介した。穴居、ロジア、ヴォールト、樹上住居、ニューギニアの竹製のクラブハウス、イラクの葦の家、茅葺き屋根、アフリカのバオバブをくり抜いた住居などが選ばれている。
『キモノ・マインド』や『みっともない人体』では、衣服のデザインや人体について考察した。『人間のための街路』では、ポルティコ、アーケード、パサージュ、オープンカフェ、歩行者専用道路などの役割に注目している。『さあ横になって食べよう』では、絵画や工芸作品を資料に用いて、食事、睡眠、浴槽、便所など生活様式の歴史を描いた。

## 著書
- Are Clothes Modern? (1947)
- Behind the Picture Window (1955)

『裏から見た現代住宅』 小池新二・村山清訳、彰国社、1959年
- Japan: Book Design Yesterday (1962)
- Architecture Without Architects (1964)

『建築家なしの建築』 渡辺武信訳、鹿島出版会、1976年／同・SD選書、1984年
- The Kimono Mind (1965)

『キモノ・マインド』 新庄哲夫訳、鹿島出版会「SD選書」、1973年 - 2年間の日本滞在をもとにした著作
- Streets for People (1969)

『人間のための街路』 平良敬一・岡野一宇訳、鹿島出版会、1973年 - イタリアなどでの経験を中心にした著作
- The Unfashionable Human Body (1971)

『みっともない人体』 加藤秀俊・多田道太郎訳、鹿島出版会、1979年
- The Prodigious Builders (1977)

『驚異の工匠たち　知られざる建築の博物誌』 渡辺武信訳、鹿島出版会、1981年
- Now I Lay Me Down to Eat (1980)

『さあ横になって食べよう』 多田道太郎監修、奥野卓司訳、鹿島出版会、1985年／同・SD選書、1999年

### 伝記
- 『バーナード・ルドフスキー　生活技術のデザイナー』

アンドレア・ボッコ、多木陽介編訳、鹿島出版会、2021年